# One Shot '80 Special Collection
Serie composta da 6 cd distribuita solamente nelle edicole, in allegato al periodico Oggi e racchiusa in cofanetto.

## One Shot '80 Special Collection (CD 1)
| Traccia | Artista     | Titolo                      | Durata |
| ------- | ----------- | --------------------------- | ------ |
| 1       | The Buggles | Video Killed the Radio Star | 4.12   |
| 2       | Soft Cell   | Tainted Love                | 2.38   |
| 3       | Trio        | Da Da Da                    | 3.20   |
| 4       | Hipsway     | The Honeythief              | 3.10   |
| 5       | Wang Chung  | Dance Hall Days             | 3.54   |
| 6       | Diana Ross  | Upside Down                 | 4.03   |
| 7       | The Cure    | Close to Me                 | 3.42   |
| 8       | Visage      | Fade to Grey                | 3.48   |
| 9       | Tiffany     | I Think We're Alone Now     | 3.44   |
| 10      | El DeBarge  | Whos Johnny                 | 4.08   |
| 11      | Black       | Wonderful Life              | 4.47   |
| 12      | Asia        | Heat of the Moment          | 3.49   |

## One Shot 80 Special Collection (CD 2)
| Traccia | Artista                       | Titolo                     | Durata |
| ------- | ----------------------------- | -------------------------- | ------ |
| 1       | INXS                          | Need You Tonight           | 3.04   |
| 2       | Edie Brickell & New Bohemians | What I Am                  | 4.57   |
| 3       | Captain Sensible              | Wot                        | 3.16   |
| 4       | Tears for Fears               | Shout                      | 6.30   |
| 5       | Harold Faltermeyer            | Axel F.                    | 3.00   |
| 6       | ABC                           | The Look of Love           | 3.29   |
| 7       | Michael Sembello              | Maniac                     | 3.33   |
| 8       | Curiosity Killed the Cat      | Name and Number            | 4.02   |
| 9       | Jim Diamond                   | I Should Have Known Better | 3.38   |
| 10      | Kim Wilde                     | You Keep Me Hangin On      | 4.14   |
| 11      | Eric B. & Rakim               | Paid in Full               | 3.49   |
| 12      | Dexys Midnight Runners        | Come On Eileen             | 4.03   |

## One Shot 80 Special Collection (CD 3)
| Traccia | Artista          | Titolo                | Durata |
| ------- | ---------------- | --------------------- | ------ |
| 1       | Swing Out Sister | Breakout              | 3.46   |
| 2       | DeBarge          | Rhythm of The Night   | 3.55   |
| 3       | Level 42         | Lessons in Love       | 4.05   |
| 4       | Quarterflash     | Harden My Heart       | 3.52   |
| 5       | Nik Kershaw      | Wouldnt It Be Good    | 4.31   |
| 6       | Breakfast Club   | Right on Track        | 4.16   |
| 7       | Kool & The Gang  | Celebration           | 3.38   |
| 8       | Chris de Burgh   | The Lady in Red       | 4.16   |
| 9       | Robert Palmer    | Addicted to Love      | 4.27   |
| 10      | Lionel Richie    | All Night Long        | 6.23   |
| 11      | Dan Hartman      | I Can Dream About You | 4.09   |
| 12      | Yello            | Vicious Games         | 4.19   |

## One Shot 80 Special Collection (CD 4)
| Traccia | Artista                      | Titolo                       | Durata |
| ------- | ---------------------------- | ---------------------------- | ------ |
| 1       | Irene Cara                   | Flashdance... What a Feeling | 3.51   |
| 2       | Opus                         | Live is Life                 | 4.12   |
| 3       | Rockwell                     | Somebodys Watching Me        | 3.55   |
| 4       | The Style Council            | Shout to The Top             | 4.14   |
| 5       | Joe Cocker & Jennifer Warnes | Up Where We Belong           | 3.52   |
| 6       | Oliver Cheatham              | Get Down Saturday Night      | 4.01   |
| 7       | Godley & Creme               | Cry                          | 3.55   |
| 8       | Love And Money               | Halleluiah Man               | 4.35   |
| 9       | Mory Kanté                   | Yeke Yeke                    | 4.00   |
| 10      | Cher                         | If I Could Turn Back Time    | 3.55   |
| 11      | Kid Creole & The Coconuts    | The Lifeboat Party           | 2.35   |
| 12      | Overnight                    | Sensation                    | 4.53   |

## One Shot 80 Special Collection (CD 5)
| Traccia | Artista             | Titolo                    | Durata |
| ------- | ------------------- | ------------------------- | ------ |
| 1       | Cameo               | Word Up!                  | 4.19   |
| 2       | Squeeze             | Tempted                   | 3.54   |
| 3       | Suzanne Vega        | Luka                      | 3.51   |
| 4       | Commodores          | Nightshift                | 4.22   |
| 5       | Womack & Womack     | Teardrops                 | 3.51   |
| 6       | Toni Childs         | Don't Walk Away           | 3.59   |
| 7       | Was (Not Was)       | Walk the Dinosaur         | 4.22   |
| 8       | Jermaine Jackson    | Lets Get Serious          | 3.32   |
| 9       | Texas               | I Don't Want a Lover      | 5.00   |
| 10      | The Beautiful South | Song for Whoever          | 4.03   |
| 11      | The Jam             | Beat Surrender            | 3.25   |
| 12      | John Hiatt          | Have a Little Faith in Me | 4.03   |

## One Shot 80 Special Collection (CD 6)
| Traccia | Artista                                           | Titolo                           | Durata |
| ------- | ------------------------------------------------- | -------------------------------- | ------ |
| 1       | Yazz                                              | The Only Way is Up               | 4.01   |
| 2       | Shakatak                                          | Easier Said Than Done            | 3.47   |
| 3       | The Brothers Johnson                              | Stomp!                           | 4.06   |
| 4       | Olivia Newton-John                                | Physical                         | 3.41   |
| 5       | Lipps Inc.                                        | How Long                         | 5.36   |
| 6       | Musical Youth                                     | Pass The Dutchie                 | 3.23   |
| 7       | Gwen Guthrie                                      | Aint Nothinn GoinOn But The Rent | 3.33   |
| 8       | Yarbrough & Peoples                               | Dont Stop The Music              | 4.06   |
| 9       | Atlantic Starr                                    | Circles                          | 4.02   |
| 10      | Jeffrey Osborne                                   | On The Wings of Love             | 4.01   |
| 11      | Rosie Vela                                        | Magic Smile                      | 4.14   |
| 12      | The Style Council (Feat. Everything But The Girl) | The Paris Match                  | 4.25   |